# تضمين (إلكترونيات)
التضمين أو التعديل أو الترنيم (بالإنجليزية: Modulation)‏ في الإلكترونيات والاتصالات عملية تركيب لموجتين كهربائيتين أحدهما الموجة الحاملة وتكون ذات تردد عالي، والموجة المحمولة ذات تردد منخفض. مثال على ذلك البث في الراديو: ترسل محطة الإذاعة صوت المذيع كموجة ذات تردد منخفض راكبة على موجة كهرومغناطيسية ذات تردد عالي. ويستقبلهما جهاز الراديو وبه دوائر إلكترونية خاصة تفك الموجتين عن بعضهما البعض، وتكبر الموجة المحمولة كهربائيا وتوصلها بمكبر الصوت فنسمع المذيع من جهاز الراديو.
التضمين أو التراكب يتم بين الموجة الحاملة (ذات تردد عالي) ، وموجة «محمولة» يقال لها الإشارة المعدِّلة وهي تحمل المعلومات المراد نقلها.
فك التضمين) هي العملية العكسية حيث تستخراج الإشارة المعدلة من الموجة الحاملة. الجهاز الملائم لذلك يدعى مُزيل التضمين.
الجهاز الذي يصلح للتضمين ولإزالة التضمين يقال له «المودِم».
تعتبر عملية تضمين الإشارة من أهم العمليات في تقنية الاتصالات لقدرتها على استيعاب ترددات عالية جدا. وتستعمل تقنية التضمين في عدة أنظمة مثل الجي أس أم، البلوتوث، التلفزيون، الراديو الجي بي أس وغيرها من الأنظمة.

## التضمين التشابهي

مثال عن تضمين المطال وتضمين التردد وهما شكلان من أشكال التضمين التشابهي.

يعتبر التضمين التماثلي أساس عمليات التضمين ويطلق عليه أيضا تضمين للتبسيط. توجد ثلاث تقنيات رئيسية في التضمين التماثلي تضمين الاتساع أو السعة، تضمين التردد وتضمين الطور.

### تضمين المطال
في هذه التقنية يتم تغيير قيمة إشارة التردد الحامل كدالة خطية مع قيمة الإشارة المرسلة (الأساسية) وتتميز بسهولة تصميمها وسهولة فك التضمين. لكن تضمين الاتساع يجعل الإشارة عرضة للضوضاء بشكل عالي وأحيانا تفقد إذا لم تكن إشارة الإرسال قوية بشكل كاف.

### تضمين التردد
يتميز هذا التضمين بعزله للضوضاء حيث أن التغير يكون في تردد الإشارة الحاملة نفسه كدالة خطية مع قيمة الإشارة المرسلة. ومع ذلك فهو يستهلك نطاق عريض أكبر بكثير من تقنية التضمين المطالي كما أن أجهزة التضمين وفك التضمين معقدة نسبيا.

### تضمين الطور
في هذا النوع من التضمين تتغير زاوية أو طور إشارة التردد الحامل خطيا مع قيمة الإشارة الأساسية. مع أن هذه التقنية تحمل مزايا التضمين الترددي في نطاق عريض أقل من سابقتها إلا أن المشكلة تكمن في تعقيد الأجهزة في كل من التضمين وفك التضمين مما يحد من تطبيقاتها.

## التضمين الرقمي
Digital Modulation بخلاف الإرسال الرقمي كما في الشبكات المحلية السلكية بحيث ترسل المعلومات الرقمية في حالتها الرقمية فإن الارسال اللاسلكي لا يمكن إرسال المعلومات ارسالاً رقمياً لذا فلا بد من تحويلها إلى إشارات تماثلية عبر إحدى طرق التضمين الأساسية التالية:
- تضمين إزاحة السعة ASK (amplitude-shift keying)
- تضمين إزاحة التردد FSK (frequency-shift keying)
- تضمين إزاحة الطور PSK (phase-shift keying)
- تضمين الإزاحة الدنيا
- تضمين الإزاحة الدنيا الغاوسي (GMSK)

### تضمين إزاحة السعة
تعتبر طريقة تضمين الإزاحة الاتساعي من ابسط طرق التضمين الرقمي حيث يتم تمثيل المعلومات الرقمية الثنائية 0 و 1 بسعتين مختلفتين. وكما نرى في الصورة فقد تم تمثيل حالة 0 بسعة تساوي صفراً وتم تمثيل حالة 1 بسعة تساوي a. ولهذا النوع من التضمين بعض العيوب لحساسيته لأخطاء الإرسال كالتداخلات والضوضاء noise وتشتت الإشارة بتعدد المسارات لذا فإنه لا يمكن ضمان صحة الإشارة في حالة الإرسال اللاسلكي بوجود مثل هذه الاخطاء.

### تضمين إزاحة الترددي

عرض الصورة بك

تعتبر طريقة تضمين الإزاحة الترددي FSK واحدة من طرق التضمين الرقمي المستخدمة بكثرة. في هذه الطريقة يتم تمثيل المعلومات الرقمية الثنائية 0 و 1 بإشارة ثابتة السعة ويتم تغيير التردد لكل حالة. وكما في الصورة فقد تم تمثيل حالة 1 بتردد f1 وحالة الصفر بتردد f2. وهذا النوع من التضمين يعتبر اقل حساسية لأخطاء الإرسال من تداخلات وضوضاء وتشتت للإشارة بتعدد المسارات.......

### تضمين إزاحة الطور
في هذا النوع من التضمين يحدث تغيير في زاوية الطور بمقدار 180° عند كل تغيير للمعلومات الرقمية من 0 إلى 1 أو العكس مع تثبيت قيمة السعة والتردد. وهذا النوع من التردد اقل حساسية لأخطاء الإرسال من تداخلات وضوضاء وتشتت للإشارة بتعدد المسارات مقارنةً بالنوعين السابقين ولكن دوائر الإرسال والاستقبال فيه أكثر تعقيداً.
في حالة تضمين الحامل باستخدام بت واحدة من إشارة المدخل يعدل الطور بمقدار 180° وتكون السرعة 1200 بت\ثانية.
في حالة تضمين الحامل باستخدام 2 بت من إشارة المدخل يعدل الطور بمقدار 90° وتكون السرعة 2400 بت\ثانية.
في حالة تضمين الحامل باستخدام 3 بت من إشارة المدخل يعدل الطور بمقدار 60° وتكون السرعة 4800 بت\ثانية.
في حالة تضمين الحامل باستخدام 4 بت من إشارة المدخل يعدل الطور بمقدار 45° وتكون السرعة 9600 بت\ثانية.
في حالة تضمين الحامل باستخدام 6 بت من إشارة المدخل يعدل الطور بمقدار 45° وتكون السرع28800 بت\ثانية.
في حالة تضمين الحامل باستخدام 8 بت من إشارة المدخل يعدل الطور بمقدار 30° وتكون السرعة 56600 بت\ثانية.

### تضمين الإزاحة الدنيا
ومن طرق التضمين المتبعة في نظم الاتصالات اللاسلكية الحديثة طريقة التضمين الإزاحة الدنيا(MSK) وهي طريقة مطورة عن تضمين الإزاحة الترددي (FSK) مع التقليل من التغيير المفاجئ للتردد والشكل. في هذه الطريقة تفصل المعلومات الرقمية إلى معلومات (أبتات) زوجية وأخرى فردية وتتم مضاعفة الفترة الزمنية لكل معلومة رقمية. ويستخدم قيمتان تردديتان وهي التردد المنخفض {\displaystyle f1} والتردد العالي {\displaystyle f2} وتكون {\displaystyle f2=2*f1}. ويتم اختيار أحد الترددين حسب ما يلي:
- إذا كان كل من المعلومة الزوجية والفردية في حالة 0 يتم استخدام التردد العالي f2 ومع عكس الموجة (تغيير في زاوية الطور بمقدار 180°)
- إذا كانت المعلومة الزوجية في حالة 1 والمعلومة الفردية في حالة 0 يتم استخدام التردد المنخفض f2 ومع عكس الموجة (تغيير في زاوية الطور بمقدار 180°)
- إذا كانت المعلومة الزوجية في حالة 0 والمعلومة الفردية في حالة 1 يتم استخددام التردد المنخفض f2 دون تغيير زاوية الطور
- إذا كان كل من المعلومة الزوجية والفردية في حالة 1 يتم استخدام التردد العالي دون تغيير زاوية الطور

وبإضافة مرشح منخفض جاوسي إلى معدل الإزاحة الدنيا نحصل على ما يسمى معدل الإزاحة الدنيا الجاوسي (GMSK). وهو المعدل المستخدم في أنظمة الاتصالات اللاسلكية الأوروبية GSM وDECT.

## حواش
1. ↑  أحمد شفيق الخطيب (2018). معجم المصطلحات العلمية والفنية والهندسية الجديد: إنجليزي - عربي موضح بالرسوم (بالعربية والإنجليزية) (ط. 1). بيروت: مكتبة لبنان ناشرون. ص. 506. ISBN:978-9953-33-197-3. OCLC:1043304467. OL:19871709M. QID:Q12244028.
2. 1 2  منير البعلبكي؛ رمزي البعلبكي (2008). المورد الحديث: قاموس إنكليزي عربي (بالعربية والإنجليزية) (ط. 1). بيروت: دار العلم للملايين. ص. 736. ISBN:978-9953-63-541-5. OCLC:405515532. OL:50197876M. QID:Q112315598.
3. ↑  أندريه لوغارف (1988)، المعجم الموسوعي في الكومبيوتر والألكترونيك (بالعربية والفرنسية والإنجليزية والألمانية والإيطالية)، ترجمة: عبد الحسن الحسيني (ط. 2)، بيروت: المؤسسة الجامعية للدراسات والنشر والتوزيع، ص. 467، QID:Q123243989
4. 1 2  إدوارد وديع حداد (2006). معجم المصطلحات الفنية والعلمية والهندسية: فرنسي - عربي (بالعربية والفرنسية) (ط. 3). بيروت: مكتبة لبنان ناشرون. ص. 455. ISBN:978-9953-10-364-8. OCLC:929500981. QID:Q123110925.
5. ↑  معجم الحاسبات (بالعربية والإنجليزية) (ط. 3). القاهرة: مجمع اللغة العربية بالقاهرة. 2003. ص. 187. ISBN:978-977-01-8550-6. OCLC:784561745. QID:Q113638576.
6. 1 2  تيسير الكيلاني؛ مازن الكيلاني (2001). معجم الكيلاني لمصطلحات الحاسب الإلكتروني: إنجليزي-إنجليزي-عربي موضح بالرسوم (بالعربية والإنجليزية) (ط. 2). بيروت: مكتبة لبنان ناشرون. ص. 360. ISBN:978-9953-10-302-0. OCLC:473796723. QID:Q108807042.
7. ↑  المعجم الموحد لمصطلحات الفيزياء العامة والنووية: (إنجليزي - فرنسي - عربي)، سلسلة المعاجم الموحدة (2) (بالعربية والإنجليزية والفرنسية)، تونس: مكتب تنسيق التعريب، 1989، ص. 189، OCLC:1044610077، QID:Q113987323
8. ↑  أحمد محمد الشامي؛ سيد حسب الله (1988)، المعجم الموسوعي لمصطلحات المكتبات والمعلومات: إنجليزي عربي (بالعربية والإنجليزية)، الرياض: دار المريخ، ص. 747، OCLC:22907571، QID:Q123597272
9. ↑  أحمد رياض تركي، المحرر (1968)، المعجم العلمي المصور (بالعربية والإنجليزية)، القاهرة: الجامعة الأمريكية بالقاهرة، ص. 374، OCLC:18795017، QID:Q123644307
10. ↑  معجم مصطلحات المعلوماتية (بالعربية والإنجليزية)، دمشق: الجمعية العلمية السورية للمعلوماتية، 2000، ص. 352، OCLC:47938198، QID:Q108408025
11. ↑  القاموس التقني المعلوماتي (بالعربية والإنجليزية) (ط. 3.0.20170106)، عرب آيز، 2017، ص. 31، QID:Q115934076
12. ↑  Demodulation
13. ↑  Modulator-demodulator

## وصلات خارجية
- الموقع الرسمي للمجموعة
- 3GPP